# Tecnología blanda
Las tecnologías que se manejan por empresas lectoras que tratan con las interacciones humanas y los procesos sociales. No constituyen objetos tangibles como las tecnologías duras. Una buena metáfora es aplicar esta cualidad en el contexto de la informática: Las tecnologías blandas son el "software" y las tecnologías duras son el "hardware". Estas tecnologías tienen como producto el mejoramiento de dinámicas sociales en instituciones u organizaciones (formales o no) con el fin de alcanzar un objetivo determinado. Estas organizaciones pueden ser empresas industriales, de comercio, de servicios, fundaciones, organizaciones con o sin fines de lucro, etc.
Las tecnologías blandas o conocimientos y métodos que estas implican se basan en su mayoría en las denominadas "ciencias blandas". Algunos ejemplos de áreas de aplicación son: 
- Lo administrativo
- Lo organizativo
- Disciplinas contables
- Marketing
- Psicología en las relaciones interpersonales dentro de las organizaciones
- El desarrollo de software

- El control de gestión
- Talleres de habilidades
- Enseñanzas

Un claro ejemplo de uso de la tecnología blanda se da en la estadística, en la que, luego de haber recopilado datos, permite realizar una interpretación de estos mediante el uso de estadísticos.
Así, tenemos que las tecnologías blandas interactúan con las duras para poder alcanzar sus objetivos